# Luciano Burti
Luciano Pucci Burti, brazilski dirkač, * 5. marec 1975, São Paulo, Brazilija.

## Življenjepis
Burti je svojo dirkaško kariero začel leta 1991 v kartingu v svoji rodni Braziliji, potem pa je leta 1996 odšel živeti v Veliko Britanijo, kjer je dve sezoni nastopal v regionalni Formuli Chevrolet. V svoji drugi sezoni na Otoku je mladi Brazilec postal prvak ter sta za njega izvedela rojak Rubens Barrichello in njegov takratni šef moštva v Formuli 1 Jackie Stewart. Burti je tako v sezonah 1998 in 1999 dirkal za Stewartovo moštvo v britanski Formuli 3. V svoji drugi sezoni pri Stewartovem moštvu je dobil tudi vlogo testnega in nadomestnega voznika v Formuli 1, medtem ko se je v skupnem seštevku britanske Formule 3 uvrstil na drugo mesto pred 19-letnim Jensonom Buttonom, ki je kmalu zatem nadomestil Alexa Zanardija pri moštvu Williams v Formuli 1.
Burti je v sezoni 2000 ostal testni in nadomestni voznik pri moštvu Formule 1 Jaguar, ki je po sezoni 1999 nasledilo Stewartovo moštvo. Nastopil je le na dirki za Veliko nagrado Avstrije, kjer je zamenjal obolelega Eddieja Irvina in zasedel enajsto mesto.
V sezoni 2001 je dobil sedež drugega dirkača pri Jaguarju, saj se je Johnny Herbert po koncu sezone 2000 upokojil. Po štirih nastopih brez točk je ta izgubil ter ga je pri moštvu zamenjal Pedro de la Rosa. Kljub temu je Burti nadaljeval nastopati na dirkah Formule 1, saj je nemudoma podpisal pogodbo z moštvom Prost in pri njem zamenjal Gastóna Mazzacaneja, ki je prav tako po štirih nastopih brez točk izgubil sedež v dirkalniku. Vsega skupaj je Burti v sezoni 2001 na štirinajstih dirkah zabeležil šest odstopov, najboljša rezultata pa je dosegel z osmima mestoma na Velikih nagradah Avstralije (pri Jaguarju) in Kanade (pri Prostu).
Na zadnjih treh dirkah sezone 2001 ni nastopil, potem ko je med dirko v Belgiji z veliko hitrostjo trčil v zaščitno ogrado in utrpel lažjo poškodbo glave. Med letoma 2002 in 2004 je bil testni voznik pri moštvu Ferrari in ni več nastopal na dirkah, potem pa se je poslovil od Formule 1 in nadaljeval kariero kot dirkač turnih avtomobilov v Braziliji, kjer se je do leta 2016 redno udeleževal dirk v seriji Stock Car Brasil.

## Popolni rezultati Formule 1
(legenda) (odebeljene dirke pomenijo najboljši štartni položaj, poševne pa najhitrejši krog, †-uvrščen kljub odstopu)
| Leto | Moštvo           | Šasija     | Motor            | 1     | 2      | 3       | 4      | 5      | 6      | 7       | 8     | 9     | 10     | 11     | 12      | 13      | 14      | 15  | 16  | 17  | Prv | Toč |
| ---- | ---------------- | ---------- | ---------------- | ----- | ------ | ------- | ------ | ------ | ------ | ------- | ----- | ----- | ------ | ------ | ------- | ------- | ------- | --- | --- | --- | --- | --- |
| 2000 | Jaguar Racing    | Jaguar R1  | Cosworth CR2 V10 | AVS   | BRA    | SMR     | VB     | ŠPA    | EU     | MON     | KAN   | FRA   | AVT 11 | NEM    | MAD     | BEL     | ITA     | ZDA | JAP | MAL | 23. | 0   |
| 2001 | Jaguar Racing    | Jaguar R2  | Cosworth CR3 V10 | AVS 8 | MAL 10 | BRA Ret | SMR 11 |        |        |         |       |       |        |        |         |         |         |     |     |     | 20. | 0   |
| 2001 | Prost Grand Prix | Prost AP04 | Acer V10         |       |        |         |        | ŠPA 11 | AVT 11 | MON Ret | KAN 8 | EU 12 | FRA 10 | VB Ret | NEM Ret | MAD Ret | BEL Ret | ITA | ZDA | JAP | 20. | 0   |